# モーゲンス・クロー
モーゲンス・クロー（Mogens Krogh、1963年10月31日 - ）は、デンマークの元サッカー選手。元デンマーク代表。ポジションはゴールキーパー。

## 来歴
1992年4月に親善試合でデンマーク代表デビュー。出場機会は無かったが、UEFA EURO '92のメンバーにも選ばれ、大会初優勝した。キング・ファハド・カップ1995では2試合に出場、優勝した。その後、出場機会は無かったものの、UEFA EURO '96、1998 FIFAワールドカップのメンバーにも選ばれた。デンマーク代表で15試合に出場した。

## 代表歴

### 出場大会
- デンマーク代表
  - 1998 FIFAワールドカップ

### 試合数
- 国際Aマッチ 試合 得点（1992年-1998年）[1]

| デンマーク代表 | 国際Aマッチ | 国際Aマッチ |
| 年             | 出場        | 得点        |
| -------------- | ----------- | ----------- |
| 1992           | 1           | 0           |
| 1993           | 0           | 0           |
| 1994           | 1           | 0           |
| 1995           | 2           | 0           |
| 1996           | 1           | 0           |
| 1997           | 3           | 0           |
| 1998           | 7           | 0           |
| 通算           | 15          | 0           |